# Dogrywka (koszykówka)
Ten artykuł opisuje zagadnienie koszykarskie zgodne z normami FIBA.
Zasady w ligach NBA, NCAA lub innych mogą różnić się od tutaj przedstawionych.
Dogrywka – w koszykówce, część meczu, która następuje po tym, gdy ostatnia część meczu nie rozstrzyga wyniku.
W koszykówce wynik meczu musi zostać rozstrzygnięty. Dogrywek będzie odbywało się tak wiele, aż wynik na zakończenie dogrywki będzie rozstrzygnięty (jedna drużyna będzie miała więcej punktów od drugiej).
Jeśli w wyniku rzutów wolnych odbywających się po zakończeniu czasu gry, niezbędna okaże się dogrywka, wówczas wszystkie faule popełnione po upłynięciu czasu gry potraktowane będą tak, jakby zostały popełnione w przerwie meczu, a rzuty wolne zostaną wykonane przed rozpoczęciem
dogrywki.
Każda dogrywka trwa 5 minut. Każdą dogrywkę poprzedza 2-minutowa przerwa meczu.
We wszystkich dogrywkach drużyny grają na te same kosze, na które grały w ostatniej kwarcie meczu.
Podczas każdej dogrywki trenerzy mają do dyspozycji po jednej przerwie na żądanie. Podczas dogrywki przerwa na żądanie nie może zostać przyznana drużynie zdobywającej kosz, kiedy zegar zawodów zostaje zatrzymany po celnym rzucie do kosza, jeśli zegar czasu gry wskazuje 2 minuty lub mniej, chyba że sędzia zatrzyma grę.